# 147.ª Brigada Mixta (Ejército Popular de la República)
La 147.ª Brigada Mixta fue una unidad del Ejército Popular de la República que participó en la guerra civil española. Durante la mayor de la contienda estuvo desplegada en el frente de Andalucía, sin intervenir en acciones de relevancia.

## Historial
La unidad fue creada el 1 de mayo de 1937 a partir de efectivos de la antigua columna «Maroto» y de reclutas procedentes de los reemplazos de 1932, 1933 y 1934. El primer jefe de la 147.ª BM fue el mayor de milicias Francisco Maroto del Ojo, antiguo comandante de la columna homónima. Con posterioridad se sucedieron nuevos mandos, mientras que la unidad era asignada a la 23.ª División. Durante la mayor parte de la contienda la brigada no intervino en operaciones militares de relevancia. El 20 de marzo de 1938 intervino en un pequeño ataque que buscaba reconquistar posiciones perdidas cerca de Higuera de Calatrava, si bien la tentativa fracasó. Unos meses después, el 19 de noviembre, uno de sus batallones asaltó una posición franquista. La 147.ª BM desapareció con el final de la guerra, en marzo de 1939.

## Mandos
Comandantes
- Mayor de milicias Francisco Maroto del Ojo;[2][3]
- Comandante de infantería Mariano Elipe Rabadán;
- Mayor de milicias José Zarco Martínez;[4]

Comisarios
- Antonio Vázquez Vázquez, de la CNT;[5]